# Marie Kristýna Felicitas Leiningensko-Dagsbursko-Falkenbursko-Heidesheimská
Marie Kristýna Felicitas (29. prosince 1692 – 3. června 1734) (něm: Marie Christiane Felicitas zu Leiningen-Dagsburg-Falkenburg-Heidesheim) byla dcerou hraběte Jana z Leiningenu-Dagsburgu-Falkenburgu a jeho manželky Johany Magdalény z Hanau-Lichtenburgu.

## Manželství a děti
Sňatkem s princem Kryštofem Bádensko-Durlašským se stala princeznou Bádensko-Durlašskou. Se svým prvním manželem měla tři syny:
1. Princ Karel August Bádensko-Durlašský (Durlach, 14. listopadu 1712 – Durlach, 30. září 1786) - oženil se s pozdější baronkou z Ehrenbergu, Julianou Schmid
2. Princ Karel Vilém Evžen Bádensko-Durlašský (zámek Karlsburg, 3. listopadu 1713 – Graben, 9. května 1783) - zemřel svobodný a bezdětný
3. Princ Kryštof Bádensko-Durlašský (Durlach, 5. června 1717 – Karlsruhe, 18. prosince 1789) - oženil se s pozdější baronkou z Freydorfu, Kateřinou Höllischer

Kryštof Bádensko-Durlašský zemřel 2. května 1723. Marie se provdala znovu za Jana Viléma III. Sasko-Eisenašského. Sňatkem se tak stala vévodkyní Sasko-Eisenašskou. Po dvaceti měsících manželství Jan 14. ledna 1729 zemřel. Manželství zůstalo bezdětné.
Marie se až do své smrti již neprovdala.